# Avalanchas de Van de 2020
Las avalanchas de 2020 en la provincia de Van son dos avalanchas ocurridas los días 4 y 5 de febrero de 2020 en la provincia de Van, Turquía, que causaron 41 muertos y 84 heridos.

## Suceso
En la noche del 4 de febrero de 2020, se produjo una avalancha en un puerto de montaña en el distrito de Bahçesaray , dejando un vehículo de limpieza de nieve y un minibús enterrado. Cinco personas murieron y otras dos fueron reportadas como desaparecidas, mientras que siete pasajeros y el operador del vehículo lograron escapar. En respuesta, la Presidencia de Manejo de Desastres y Emergencias de Turquía (AFAD) lanzó una importante operación de rescate que involucra a alrededor de 300 personas. 
Mientras el equipo estaba en el sitio, una segunda avalancha golpeó alrededor del mediodía del 5 de febrero, volcó vehículos y dejó al menos 33 personas muertas.

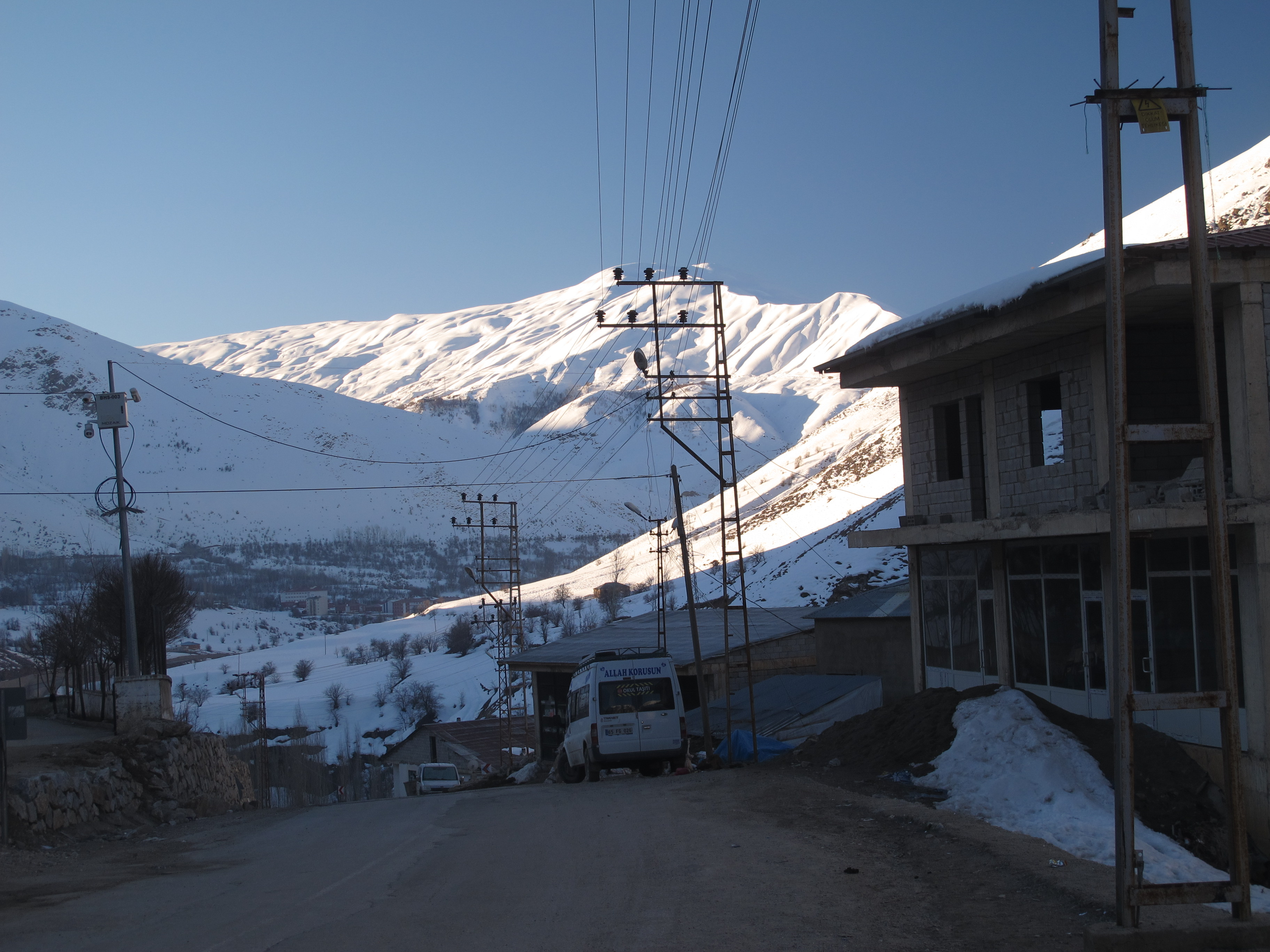
Típico paisaje invernal en las montañas İhtiyar Şahap (vista desde Bahçesaray)

## Efectos
El gobernador de la provincia de Van, Mehmet Emin Bilmez, dijo que el número de muertos inicial de 38 incluía un suboficial, 10 sargentos especializados, 11 soldados de la gendarmería, tres guardias de la aldea, tres bomberos y 9 voluntarios. Más tarde, las autoridades anunciaron que 53 personas resultaron heridas en total, y un número desconocido permaneció enterrado bajo la nieve. Las fuertes nevadas, la niebla y los fuertes vientos estaban frenando los esfuerzos de rescate, con más de 114 ubicaciones cerradas debido a carreteras intransitables.
El 6 de febrero, los funcionarios de AFAD anunciaron que el número de muertos había aumentado a 41, y un total de 180 miembros del personal estaban buscando los cuerpos de al menos tres personas aún desaparecidas, mientras activaban explosiones controladas para disminuir el riesgo de nuevas avalanchas En previsión de interrupciones en la comunicación, se proporcionaron dos estaciones base móviles. El número de heridos aumentó a 84, 47 de los cuales permanecieron hospitalizados, incluidos seis en cuidados intensivos.
El 6 de febrero se celebró una ceremonia conmemorativa en Van para el personal del Comando General de la Gendarmería 23, nueve guardias de la aldea y dos bomberos que murieron en el desastre. Los ataúdes de los fallecidos fueron enviados a sus diversas ciudades para su entierro. El 7 de febrero, el Ministerio del Interior turco asignó un equipo de tres inspectores para "investigar e investigar cada aspecto de los dos incidentes de avalancha".
El 9 de febrero, el Servicio Meteorológico del Estado de Turquía emitió advertencias tras una fuerte nevada, que detuvo los viajes en la región oriental del Mar Negro.  El Daily Sabah informó que durante la noche del 9 al 10 de febrero, las temperaturas en Göle cayeron a alrededor de −40 °C (−40 °F), un mínimo histórico del año; Göle también fue el lugar más frío en Turquía en 2019 a −32.5 °C (−26.5 °F).